# Eumops
Eumops is een geslacht van zoogdieren uit de familie van de bulvleermuizen (Molossidae). De wetenschappelijke naam van het geslacht werd in 1906 gepubliceerd door Gerrit Smith Miller Jr.

## Soorten
Er worden 17 soorten in dit geslacht geplaatst:
- Eumops auripendulus (G. K. Shaw, 1800)
- Eumops bonariensis (Peters, 1874)
- Eumops chimaera Gregorin et al., 2016
- Eumops chiribaya Medina et al., 2014
- Eumops dabbenei O. Thomas, 1914
- Eumops delticus O. Thomas, 1923
- Eumops ferox (J. C. Gundlach, 1861)
- Eumops floridanus (G. M. Allen, 1932)
- Eumops glaucinus (J. A. Wagner, 1843)
- Eumops hansae Sanborn, 1932
- Eumops maurus (O. Thomas, 1901)
- Eumops nanus (G. S. Miller, 1900)
- Eumops patagonicus O. Thomas, 1924
- Eumops perotis (H. R. Schinz, 1821) – Mutsvleermuis
- Eumops trumbulli (O. Thomas, 1901)
- Eumops underwoodi Goodwin, 1940
- Eumops wilsoni Baker et al., 2009